# C-4 (1929)
El Submarino C4 fue un submarino de la Clase C de la Armada Española construido por la SECN en el astillero de Cartagena, que participó en la Guerra civil en el bando republicano y que años después, en 1946, se hundió en un accidente en el transcurso de unas maniobras al ser abordado por el destructor Lepanto.

## Historial
Dos meses después de su entrega a la Armada, el submarino C4 ya realizó sus primeras maniobras navales, donde por primera vez en la historia naval española se utilizó la táctica de ataque "submarino contra submarino", en las que la nueva Clase C ya demostró una gran superioridad sobre los submarinos Clase B y sobre los Clase A. 
En el verano de 1935 y en compañía de los otros cinco clase C efectuó un viaje por diferentes puertos españoles, franceses, británicos e italianos en los continentes europeo y africano.

### Guerra Civil
Cuando empezó la Guerra Civil se encontraba en el puerto de Cartagena, División a la que pertenecía. Su comandante era el Capitán de Corbeta Ramón de Auberade Leal.
El 18 de julio de 1936 zarpó con los submarinos Isaac Peral, C-3 y C-6, a los que se unió en la mar el B-6, con rumbo al estrecho de Gibraltar y con la misión de interceptar el paso de las tropas sublevadas desde África hacia la Península, situándose escalonadamente frente a las costas andaluzas. Los cinco submarinos iban al mando del Jefe de Flotilla, el Capitán de Fragata Guimerá. El día 21, a primeras horas de la mañana se encontraba el C-4 navegando en superficie a la altura de Málaga. En un momento dado, hallándose en el puente con el Alférez de Navío Lobo, y que el segundo descansaba en su camarote, subió a la torreta el cabo electricista Arregui, lo encañonó y le obligó a bajar al interior, donde quedaron encerrados en sus camarotes. El cabecilla era el auxiliar de radio Rafael Sánchez Mata. Por la mañana el Teniente de Navío Vicente Ramírez Togores, jefe de Órdenes de la Flotilla, que había sido informado de los hechos por el jefe de la flotilla, nombra nuevo comandante al segundo del C-1, Teniente de Navío Lasheras, que transborda en la mar y a quien el comité entrega el mando. El C-4 se dirige a Málaga, quedando abarloado junto al C-3 y C-6, mientras el comandante y oficiales son trasladados al recién confiscado vapor Monte Toro en calidad de presos, siendo posteriormente ejecutados.
Su primera acción de guerra tuvo lugar en la noche del 26 al 27 de julio, en que efectúa 37 disparos de cañón y lanza un torpedo contra dos buques que cruzaban el estrecho de Gibraltar, sin lograr hacer blanco. El 28 de julio, frente a Huelva, recibe un impacto de la artillería terrestre, obligándole a retirarse de la zona y dirigirse a Tánger, abarloándose al Tofiño para recibir las primeras ayudas. El 1 de agosto sale de Málaga para Cartagena al objeto de hacer pequeñas reparaciones. Antes de zarpar entrega al C-3 toda su munición antiaérea y torpedos, así como distintos repuestos de la giroscópica. 
Una vez reparado, el 22 de agosto sale de nuevo a la mar, esta vez en compañía del C-5, entrando ambos en Málaga al día siguiente. Allí se reúnen con el C-3, y el día 25 zarpan los tres hacia el frente Norte, donde más tarde se les uniría el C-6. Su misión era intentar localizar y hundir al acorazado España y al crucero Almirante Cervera, que operaban en el Cantábrico. Asimismo y para aprovechar el tránsito, se les embarcó abundante armamento portátil y munición con destino a las tropas que operaban en Bilbao, a cuyo puerto arribó el día 29.
El 2 de octubre de 1936 iniciaron su regreso al Mediterráneo los C-3, C-4 y  C6-, al mando del comandante de este último, Capitán de Corbeta Remigio Verdía. El día 8 arriban en Málaga el C-3 y C-4, continuando el C-6 hasta Cartagena. Hasta final del año operó solamente en aguas de Alborán, teniendo como puerto base Málaga.
Al comenzar 1937 se le asignó una nueva zona de operaciones, el levante español, actuando desde el puerto de Valencia. Entre febrero y marzo regresa a Cartagena para efectuar distintas obras, que incluyen varada. El 30 de marzo, finalizadas las obras, sale a la mar con el C-1, con orden de atacar a los barcos que cruzan el Mediterráneo con tropas italianas, que vienen en apoyo de las fuerzas sublevadas, pero el temor a los aviones que convoyan a los barcos de superficie, les hacía apartarse demasiado de las derrotas de navegación, por lo que no hubo ninguna acción. De nuevo, el 7 de abril el Gobierno apremia al jefe de la Flota para que mande al Cantábrico todos los submarinos disponibles, como consecuencia de la crítica situación del frente Norte, y el hecho de haber perdido ya dos unidades en aquellas aguas, el C-5 y el B-6. Se recibe un mensaje que ordena la salida del C-1 y C-4 que parten el día 13, aunque a la altura del estrecho de Gibraltar ambos regresan a Cartagena, por tener el C-1 una pérdida de gasóleo en los motores diésel. El C-4 decidió regresar también, para en caso necesario auxiliar a su gemelo. A finales de abril es de nuevo enviado al Cantábrico, llegando a Bilbao  el 9 de mayo, donde se encuentra con el C-6, que había salido unos días antes desde Cartagena. Salen a la mar dos o tres días por semana y al caer Bilbao en manos de las tropas franquistas, toman como base los puertos de Santander y Gijón .
Por aquellas fechas el Almirante Cervera se había convertido en una verdadera obsesión para los mandos navales de la República, y desde el Estado Mayor de la Marina, establecido en Valencia, se insta al jefe de las Fuerzas Navales del Cantábrico para que emplee todos los recursos a su alcance contra el crucero, a fin de que sea hundido antes de que el bloqueo termine de ceñirse sobre toda la cornisa cantábrica. El 21 de junio el C-4 avista al Cervera, que a la vez se percata de la presencia de éste y lanza un ataque con cargas de profundidad, lo que obliga al submarino a efectuar una evasión, eludiendo responder al ataque. El 25 de julio y cortada la comunicación con Asturias, el general Mariano Gamir, los vocales de la Junta de Santander, parte del Estado Mayor y algunos políticos abandonan Santander a bordo del C-4 ante la inminente toma de la ciudad por las tropas franquistas, hecho que habría de producirse horas después. El submarino, con toda la comitiva, sale a la mar a las 1:30, amparado en la oscuridad de la noche, con destino a Gijón, donde atraca el mismo día. Allí se reúne con el C-2 y el C-6, que se habían replegado y tomado como base el puerto de El Musel.
El 28 de agosto, este puerto es sometido a un bombardeo aéreo por la aviación franquista, a resultas del cual el C-4, que es sorprendido atracado, recibe varios impactos en la superestructura. Realizada una reparación de emergencia por parte de la tripulación, el comandante se hace a la mar y le envía el siguiente mensaje al ministro de Defensa:

"En bombardeo Musel, metralla averió casco cinco sitios. Reparo provisionalmente. Es imprescindible dique. Navego sin pérdida de tiempo en demanda costa francesa. Solicito autorización. Propongo Burdeos. Dada situación zona, única manera de salvar barco para la República"

Ante el asombro del Estado Mayor Central de la Marina, por un lado, y del jefe de las Fuerzas Navales del Cantábrico, por otro, que se interrogan mutuamente acerca de dónde ha partido la orden de hacer salir a la mar al C-4, el buque entra en el puerto francés de Le Verdon el 29 de agosto. Allí el comandante del buque, el Teniente de Navío Lasheras coopera con el alférez de Navío Ferrando, comandante del C-2 (que se encontraba en Brest, internado desde la caída de Gijón), en el fracasado rapto de su submarino con ayuda de agentes franquistas. Se traslada a Burdeos el Capitán de Corbeta Pedro Prado para tomar el mando del C-4 y del C-2, tratando además de acelerar los trámites para la pronta incorporación de ambos al servicio activo y evitar que pudiesen quedar internados, dada la neutralidad del país vecino. A pesar de las gestiones para tratar de su pronta vuelta a la actividad, el C4 permanece durante siete meses y medio en obras, pues no estaría listo hasta mediados de abril de 1938.
El 14 de abril de 1938 y bajo el mando del soviético G.I. Kuzmin (Víctor Nicolás), abandona el puerto francés para dirigirse a Cartagena, adonde llega el día 23, entrando en fase de alistamiento. Después de alguna salida a la mar en pruebas, zarpa de nuevo plenamente operativo el 19 de junio, para incorporarse a su nueva base, Barcelona, donde llega dos días más tarde.
Del 2 al 6 de julio efectúa una patrulla de guerra, durante la cual el comandante G.I. Kuzmin emitió una queja en el sentido de que no pudo torpedear a un buque enemigo por el excesivo tiempo que tardó la dotación en preparar un tubo lanzatorpedos.
El 15 de julio se traslada a Mahón, principalmente para levantar la moral a los allí residentes. El 21 regresa a Barcelona y vuelve a salir el 26 para escoltar a un mercante hasta su puerto de destino. Posteriormente, localiza a un mercante franquista, pero en el momento del lanzamiento, el cable de izado del periscopio se partió y el ataque quedó abortado. El 12 de agosto de 1938 parte de nuevo rumbo a Mahón llevando dos sacas que contenían 100 tarjetas postales y 300 certificados. También se embarcaron unas 1.100 cartas de correspondencia normal, figurando en todos los sobres el matasellos con el cuño "Correo Submarino 11/agosto/1938. Barcelona", así como dos días después otro cuño con el texto "Correo Submarino 13/agosto/1938. Mahón”, aunque el viaje de regreso fue efectuado el 17 de agosto. Curiosamente, el primer correo submarino del mundo se realizó navegando en superficie, sin que se registrara contratiempo alguno. Sin embargo, en el viaje de vuelta y para poder zafarse del acoso de los aviones sublevados con base en Palma de Mallorca, tuvo que navegar casi siempre en inmersión. La razón del envío de correo a Mahón tuvo por objeto levantar la moral de la población y lograr una acción propagandística de favorable impacto en Menorca, ya que era la única isla del archipiélago balear que permanecía en el bando de la República y se encontraba prácticamente aislada a causa del bloqueo de los buques y aviones franquistas, que impedían la llegada de toda clase de suministros.
El mismo día que llegó a Barcelona, una vez desembarcadas las sacas de correo, continuó viaje hasta Cartagena, donde arribó el día 20, saliendo de nuevo el 23 en compañía del C-2, con quien efectuó hasta finales de mes la vigilancia de las aguas próximas, sin resultado positivo. El mes de septiembre continuó con la protección de la zona del cabo de Palos, hasta que el día 12 entró en dique seco para recorrido de la obra viva, hasta Navidad.
El 23 de diciembre, una vez reparado, salió a la mar para efectuar pruebas de mar. Durante éstas el submarino varó, lo que originó una serie de escritos que hacían referencia a la incompetencia del comandante ruso, G.I. Kuzmin (Víctor Nicolás). Así pues, se tomó la decisión de reintegrar el mando a un oficial español. Con fecha de 27 de diciembre el ministro de Defensa envió un telegrama al jefe de la Flota en los siguientes términos: "Nombre provisionalmente Comandante del C-4 al Alférez de Navío Sebastián Gallo”. En su primera salida, ya con mando español, sufrió una rotura del eje de la bomba de aceite, que le obliga a regresar a puerto, saliendo de nuevo a pruebas el 9 de enero de 1939 y esta vez sin novedad. El día 10 tomó el mando el Teniente de Navío Eugenio Calderón Martínez, partiendo a continuación a una patrulla de vigilancia entre el cabo Tortosa y Barcelona, regresando a Cartagena el día 14. A partir de este día su actividad se reduce a un par de salidas en el mes de febrero de apenas algunas horas.

### Internamiento en Bizerta
El 5 de marzo Cartagena se halla inmersa en los sangrientos acontecimientos que sucedieron al golpe de Estado contra Negrín. A primeras horas de la mañana, los buques surtos en la dársena de Cartagena sufren un intenso bombardeo aéreo de la aviación franquista. Los dos únicos submarinos que se encontraban operativos, el C-2 y el C-4, no sufrieron daños. Después del bombardeo y ya con la ciudad controlada por los sublevados, la flota es conminada por el general Barrionuevo a abandonar el puerto en un plazo de 15 minutos, bajo la amenaza de ser hundidas por las baterías de costa. La flota recibe la orden de hacerse a la mar con rumbo a Argel. El C-4 zarpa a las 12:00, y ya en mar abierto, la flota recibe un mensaje de las autoridades francesas negando la entrada en Argel, dándoles la posibilidad de dirigirse a Túnez, al puerto de Bizerta. Ante este ofrecimiento, la flota se dirige allí, donde arriban el 7 de marzo.
Al día siguiente se solicitó el asilo político por parte de los tripulantes, y quedaron internados los buques bajo la custodia de unos pocos tripulantes españoles por buque. El resto de la dotación fue conducida a un campo de concentración en la localidad de Meheri Zabbens. El 31 de marzo de 1939 llegó a Bizerta, a bordo de los transportes Mallorca y marqués de Comillas, el personal que debería hacerse cargo de los buques internados. Se hizo cargo de la comandancia del C-4 el Teniente de Navío Juan García.

### Dictadura franquista
El 2 de abril, tan sólo 24 horas después de darse oficialmente por concluida la contienda civil, los buques que lucharon por la República, entre los que se encontraba él C-4, se hacen a la mar con rumbo hacia el puerto de Cádiz, donde llegan a últimas horas del día 5.
Por Orden de 6 de mayo de 1939 él C-4 pasa a segunda situación, con fecha retroactiva desde el 1 de abril. Dado que su estado general era relativamente bueno, por Orden de 12 de mayo se le pasa a tercera situación, causando alta en la Armada. El 3 de octubre se nombra comandante al Capitán de corbeta Joaquín Cervera Cervera. La actividad de la Armada en esa época queda reducida al mínimo, tanto porque había poco dinero para maniobras, como por estar en pleno desarrollo la Segunda Guerra Mundial, así que los días transcurrían atracados en la base, efectuando mantenimientos de rutina. El día 28 de julio de 1942 es nombrado nuevo comandante el Capitán de corbeta Manuel Castañeda Barca, que habría de ser el comandante más duradero de todos cuantos tuvo el submarino en sus casi 17 años de vida activa, ostentando el mando durante casi cuatro años.
El día 30 de abril de 1946, el jefe del Estado, el General Francisco Franco visitó Cartagena con motivo de un homenaje que se hizo a las víctimas del Castillo de Olite, hundido frente a la isla de Escombreras en las postrimeras de la Guerra Civil y presenciando los actos a bordo del C4, en el que salió a la mar aunque no llegó a hacer inmersión.

### Hundimiento
El 27 de junio de 1946 en el transcurso de unas maniobras, la flotilla de submarinos, compuesta por el C2, el C4 y el  General Sanjurjo, zarpó de la estación naval de Sóller, haciendo los tres inmersión en las proximidades de la bocana para efectuar trimado. A continuación hicieron superficie para dirigirse a un punto situado a 15 millas del Faro de Cabo Gros, desplegándose una vez allí en formación, de triángulo equilátero de 10 millas de lado. A las once y media, los tres submarinos emprendieron la marcha a 7 nudos de velocidad, cambiando de rumbo cada sesenta minutos. A las 11:43 el C2, avista a los destructores Alcalá Galiano, Churruca y Lepanto y después de transmitir el mensaje de avistamiento a los otros submarinos, hizo inmersión.
El C2 fue el primero en atacar y a las 13:11 hizo superficie a  22 millas del Faro de Cabo Gros y, dirigiéndose al puerto de Sóller, esperando ver salir a flote poco después al C-4 y al General Sanjurjo. Pero a las 13:55 la tripulación del destructor Lepanto, último buque de la formación en línea, contempló atónita cómo soplaba lastres y emergía a su amura de babor, y a tan escasos metros de él que le fue imposible reaccionar, el submarino C-4. El Lepanto impacto con su roda en la zona comprendida entre el cañón de proa y la torreta, a una velocidad de 14 nudos y teniendo en cuenta que el submarino le mostró el través, más que producirle una brecha, casi lo partió en dos. Cuando empezó su búsqueda se avistaron trozos de corcho pintados, del revestimiento interior de la cámara de oficiales, así como algunos trozos de madera de caoba y media silleta de las utilizadas en la citada cámara.
La situación geográfica del accidente, fue a 13 millas del Morro de la Vaca. La profundidad marcada por las sondas era de 300 metros. El recuento final arrojó la cifra de 44 víctimas. Pasados unos meses, el buque fue oficialmente dado de baja en la Armada. Hasta ese momento figuraba como desaparecido. La orden apareció en el Diario Oficial n.º 34 de fecha 7 de febrero de 1947:

"Visto el testimonio de la causa nº 70 de 1946, instruida en el Departamento Marítimo de Cartagena, con motivo de la pérdida del Submarino C4 y habiendo sido sobreseída definitivamente, por no existir indicios de responsabilidad criminal por parte de persona determinada, vengo en disponer sea dado de baja en la Lista Oficial de Buques de la Armada el antes citado C-4”.

## Mandos del buque
| Empleo             | Nombre                        | Desde                    | hasta                    |
| ------------------ | ----------------------------- | ------------------------ | ------------------------ |
| Capitán de Corbeta | Manuel Pasquin de Flórez      | 21 de septiembre de 1929 | 4 de septiembre de 1931  |
| Capitán de Corbeta | José Luis de Ribera Egea      | 4 de septiembre de 1931  | 15 de septiembre de 1932 |
| Capitán de Corbeta | Fernando Bustillo Delgado     | 15 de septiembre de 1932 | 18 de septiembre de 1934 |
| Capitán de Corbeta | Ramón de Aubarede Leal        | 18 de septiembre de 1934 | 18 de julio de 1936      |
| Teniente de navío  | Jesús Lasheras Mercadal       | 18 de julio de 1936      | 29 de septiembre de 1937 |
| Capitán de corbeta | Pedro Pardo                   | 29 de septiembre de 1937 | 14 de abril de 1938      |
| Oficial ruso       | G. I. Kuzmin (Víctor Nicolás) | 14 de abril de 1938      | 27 de diciembre de 1938  |
| Alférez de navío   | Sebastián Gallo Martínez      | 27 de diciembre de 1938  | 10 de enero de 1939      |
| Teniente de navío  | Eugenio Calderón Martínez     | 10 de enero de 1939      | 7 de marzo de 1939       |
| Teniente de navío  | Juan García                   | 7 de marzo de 1939       | 3 de octubre de 1939     |
| Capitán de corbeta | Joaquín Cervera Cervera       | 3 de octubre de 1939     | 3 de julio de 1941       |
| Capitán de corbeta | Manuel Cervera Cabello        | 3 de julio de 1941       | 28 de julio de 1942      |
| Capitán de corbeta | Manuel Castañeda Barca        | 28 de julio de 1942      | 20 de abril de 1946      |
| Capitán de corbeta | Francisco Reina Carvajal      | 20 de abril de 1946      | 27 de junio de 1946      |